# Escudo de Durán
Escudo Oficial de Armas
Cantón Eloy Alfaro “Durán”
Aprobado y promulgado desde el 27 de diciembre de 1986- Concejo Cantonal Administración Sr. Luis Santos Martínez.
Registro IEPI N°004710 del 1 de abril  año 2014. Oficializado bajo Ordenanza Municipal GADMCD-2020-009-DNM, el 14 de agosto de 2020.
Autor: Lic. Carlos Enrique Mosquera Onofre.
ANTECEDENTES DE SU CREACIÓN
En el año 1986, el Concejo Cantonal de Durán, presidido por el Sr Luis Arturo Santos Martínez, en calidad de presidente, y a través de su Comisión de Educación, Cultura y Deportes, presidido por el concejal Luis Candelo Villacís, convoca a un concurso abierto de dibujo o pintura entre las diferentes instituciones del cantón, sean estas educativas, sociales, artesanales, etc. Este concurso tenía el fin de elegir una creación artística del Escudo de Armas que represente a la ciudad. Ya que en dicho año esta fue erigida como cantón de la provincia del Guayas, y necesitaba ser representado heráldicamente por un blasón, en cuyos elementos se plasme toda la relevancia sociopolítica e histórica de la floreciente ciudad ferroviaria. Cabe mencionar que entre las bases del concurso, se establecía que el escudo debía contener representaciones gráficas que tengan valor y significado: social, histórico, político, geográfico, y deportivo.
A la convocatoria acudieron presentando sus bocetos, decenas de personas:  estudiantes, artistas pictóricos, diseñadores, docentes, estudiantes y diversas personas ávidas de ser elegidas ganadores, recayendo la elección del ganador en un estudiante del Quinto curso, especialización Filosóficos Sociales del Colegio Nacional Mixto Durán, Sr. Carlos Enrique Mosquera Onofre, quien con apenas 17, se convirtió en el autor de un sagrado emblema cívico que trascendería en la historia sociopolítica del creciente novel cantón. El autor fue convocado, luego al Departamento de Educación, Cultura y Deportes, para en varias reuniones con esta Comisión, realizar ciertas adecuaciones y cambios al novel emblema cívico. Es así que, en sesión solemne del 27 de diciembre de 1986, constó entre los puntos del orden del día, el develizamiento por primera vez del Escudo de armas al cantón Eloy Alfaro “Durán”, y se escribió para la historia, el nombre del Sr Carlos Enrique Mosquera Onofre, como autor del emblema local patrio; siendo reconocido y distinguido públicamente con la medalla al MÉRITO ARTÍSTICO CULTURÁL.
DESCRIPCIÓN DE LOS ELEMENTOS QUE COMPONEN EL ESCUDO OFICIAL AL CANTÓN ELOY ALFARO DURÁN
DESCRIPCIÓN GENERAL
El escudo o blasón del cantón Durán está concebido en tres estructuras: una principal o interna, y dos secundarias o externas.
Estructura principal.- Está conformada por varios elementos situados en tres niveles: Superior, medio e inferior, que tiene como fondo dos colores; el celeste en la franja transversal u oblicua superior, y el azul, en la franja transversal u oblicua inferior, contenidos en un semi óvalo de color oro o amarillo intenso, con dos entradas a la derecha y a la izquierda de su parte superior.
Elementos que componen la parte superior de la estructura principal:
1.    Busto del General Eloy Alfaro Delgado
2.    El año 1902
3.    El astro Sol
Elementos que componen la parte media de la estructura principal:
1.    Imagen  del Puente de la Unidad Nacional
2.    El relieve de El Cerro de las Cabras, conteniendo viviendas típicas de la Región Costera
3.    Siluetas de edificaciones de la ciudad
4.    Imagen de la locomotora en perspectiva, a vapor con vagones de pasajeros y de carga
5.    Una embarcación fluvial o lancha en navegación
6.    El río Guayas
Elementos que componen la parte inferior de la estructura principal:
1.    Una tea o antorcha olímpica encendida, asida por una mano
2.    Imagen de un libro abierto
3.    El año 1986
4.    Dos ruedas engranadas, una pequeña y otra grande.
Elementos que componen las estructuras secundarias o externas:
La zona externa que rodea a la estructura principal se constituye de la siguiente manera:
1.   Dos ramas de árboles situadas a los costados derecho e izquierdo.  La de la izquierda es una rama de olivo y la de la derecha es una rama de laurel.
2.    En su parte inferior lleva una cinta con dos franjas pintadas con los colores: celeste en su parte superior y azul en la parte inferior de la cinta.
3.    Una frase escrita: Cantón Durán en letras mayúsculas
DESCRIPCIÓN DEL SIGNIFICADO DE LOS ELEMENTOS QUE COMPONEN EL ESCUDO DEL CANTÓN ELOY ALFARO DURÁN
DESCRIPCIÓN ESPECÍFICA
La heráldica, es la disciplina que describe, estudia y explica de manera acuciosa cada uno de los elementos que forman parte de un escudo, resaltando la historia, imágenes y figuras representativas; así como, la identidad de los pueblos que están descritos de manera correcta en el escudo creado al cantón Eloy Alfaro Durán por Carlos Enrique Mosquera Onofre, estos dieciséis elementos son:
1.    La imagen con el busto del general José Eloy Alfaro Delgado consta en el escudo del cantón Durán por tres razones:
a)        Por ser el General Alfaro, quién creó la empresa de Ferrocarriles del Estado, para retomar la construcción de la línea férrea, a nivel nacional y también por construir el tramo desde Durán a Chimbo.
b)        Por llevar el cantón el nombre de Eloy Alfaro “Durán”, cuando un 16 de octubre de 1902 se elevó a calidad de Parroquia, hasta el 10 de enero de 1986, que fue erigido como cantón de la Provincia del Guayas
c)        Por ser uno de los presidentes del Ecuador que aportó mayormente a su desarrollo Sociopolítico y Económico.
2.    El año 1902, en que Durán se convirtió en Parroquia rural del cantón Guayaquil
3.    El astro Sol presente como fuerza que emana luz, energía y calor
4.    El puente de la Unidad Nacional, sobre los ríos Babahoyo y Daule, simboliza el enlace permanente de Costa y Sierra, mismo que fue inaugurado en 1970, durante la presidencia del Dr. José María Velasco Ibarra.
5.    El cerro De las Cabras, da cuenta de la serie de pequeñas y múltiples elevaciones asentadas en la orografía del suelo durandeño, en otroras tiempos,  hábitat de aves y mamíferos endémicos del sector  y actualmente sitio de asentamientos populares.
6.    Las siluetas de edificaciones de la ciudad, en representación de la Iglesia Santa Marianita y de edificaciones tradicionales y modernas, que marcan el desarrollo urbanístico de la ciudad, y su visión futurista.
7.    Imagen de la locomotora a vapor N°. 8 en perspectiva, simboliza la magna obra del ferrocarril, que transcendió las regiones nacionales, unió Costa y Sierra y le dio al cantón Durán su identidad ferroviaria imperecedera.
8.    La embarcación fluvial o lancha en navegación, significa el medio de transporte alternativo, de transcendental importancia, permitió que el turismo local, nacional y extranjero uniera Durán y Guayaquil, como ciudades hermanadas.            
9.    El río Guayas, formado por sus afluentes Daule y Babahoyo, representa un recurso hídrico, de navegación, fuente vital y de riqueza ictiológica.
10. La tea o antorcha olímpica encendida, asida por una mano, atribuye a los triunfos en las lides deportivas de la mano de apellidos como: Sandiford, Aulestia, Ayala, Aparicio, Cortez, Lozano, Maya, García, Raffo, Balladares, Cisneros, Mosquera, Baidal, Toledo, etc.
11. La Imagen de un libro abierto, significa la búsqueda constante de la preparación académica como vía al desarrollo de los habitantes durandeños, para lograr la sabiduría y el conocimiento, en un progreso sostenible.
12. El año 1986, representa para Durán, la cristalización del anhelo, de la lucha cívica y social  de prohombres como:  Humberto Ayala, Julio Coll, Jaime García, Pablo Romero, Napoleón Sotomayor, y otros insignes ciudadanos, cuando un 10 de enero se lograra de manera oficial la cantonización de Eloy Alfaro “Durán”.
13. Las dos ruedas engranadas, constituyen el inicio del movimiento mecánico como eje del trabajo y producción en una sociedad, pujante   y encaminada siempre al progreso.
14. Las dos ramas de laurel y de olivo, simbolizan la paz, la gloria y los triunfos de los pueblos que viven en democracia y soberanía.
15. Bandera bicolor celeste y azul; el celeste representa la vecindad y hermandad con el cantón Guayaquil; mientras que el azul, simboliza el soberano firmamento durandeño. Este estandarte es usado desde el año 1986.
16. La frase Cantón Durán, significa para los durandeños nativos y de corazón, el amor a este suelo ferroviario, donde la diversidad étnica local, nacional e internacional, se unió en pos de un sueño, para construir  lo que un día se llamara el ferrocarril más difícil del mundo, dejándonos la identidad ferroviaria como legado sempiterno.
BIOGRAFÍA DEL SR. LIC. CARLOS ENRIQUE MOSQUERA ONOFRE
AUTOR DEL ESCUDO OFICIAL AL CANTÓN ELOY ALFARO “DURÁN”
Carlos Enrique Mosquera Onofre, nació en Quevedo, provincia de Los Ríos, un 1 de noviembre de 1969. Hijo de Don Ramón Enrique Mosquera Torres, y de Doña Rosa Marilú Onofre Onofre. Su vocación innata por las Artes Plásticas las heredó de su madre, quién desde pequeña manifestó destreza para el canto y el dibujo. En el año 1981 su familia emigra de Guayaquil a Durán, para asentarse definitivamente en la ciudad ferroviaria, donde inicia sus estudios secundarios en el otrora y emblemático colegio fiscal Durán, en el cual se graduó en la especialización Filosóficos Sociales, en el año 1988. Cuando cursaba el quinto año de secundaria, a sus 17 años, sus compañeros lo animaron a inscribirse en el concurso que convocó el Municipio durandeño, el cual ganó, constituyéndose desde entonces, su nombre en referente  cívico y cultural para las presentes y futuras generaciones. Inició sus estudios universitarios en 1988, en la Universidad Estatal de Guayaquil, en la Escuela de Lenguas y Lingüísticas, especialización Inglés – Francés, los cuales no concluyó por razones personales. Desde el año 2008 al 2014, colaboró con la Dirección Municipal de Cultura, en la Administración del Ec. Dalton Narváez Mendieta. En el 2009 retoma los estudios universitarios, para lograr así su licenciatura en Ciencias de la Educación, en el año 2014. Actualmente se dedica a la docencia, y aspira en el 2021, iniciar una maestría.  Desde hace algunos años realiza visitas a diferentes establecimientos educativos de la ciudad, donde es invitado a disertar sobre el Escudo de Armas durandeño, en sus periplos motiva a la niñez y juventud educativas a amar y respetar los símbolos patrios, y la identidad ferroviaria, como parte de un deber cívico y patriótico, ha recibido premios, reconocimientos y distinciones por su aporte a la educación y a la cultura. Tiene cuatro hijos: Carlos, Erick, Angélica y Zayra. Y está casado con la Tnlga. Angélica María Parrales Zúñiga.